# わくわくゲームランド
『わくわくゲームランド』は、かつて宮崎放送（MRTラジオ）で毎週日曜17時または18時より放送されていたラジオ番組。
1988年10月9日に放送開始、1990年4月8日に放送終了。当時MRTの局アナである樫元洋がメインパーソナリティを務めた。また後継番組として「GameClub」（ゲームクラブ、DJ：石川小百合アナ）がある。（※DJ交代といって差し支えないがタイトルや放送時間など異なる点が多々みられるため、別項として扱う。）

## 番組概要
1984年10月よりMRTラジオにてアニソンリクエスト番組「アニメランド」のパーソナリティを務め、少年少女から絶大な支持を得ていた樫元が、1988年10月より新たに担当したゲーム音楽リクエスト番組。1980年代～90年代当時、最先端のゲームミュージックをいち早く聴くことが出来た。また音楽をフルサイズでかけてくれることも魅力であり、多くのリスナーがラジカセを用いて録音にいそしんだ。
番組のメインパーソナリティは樫元洋アナが一貫して担当した。のちサブMCとして伊藤佳子アナが加わり二人での番組進行となった。

## パーソナリティ
- 樫元洋（1988年10月9日-1990年4月8日）
- 伊藤佳子（1989年4月16日-1990年4月8日）

## 放送時間
放送開始以降、1年目は17時から概ね50分間放送（※初回は30分間）。都合により、30分や40分に縮小されたり、あるいは60分に拡大されることもあった。
MRT招待高校野球（89年5月21日）やMRT35周年ドッコイラジオ（89年10月15日）など特番による休止が幾度かみられた。2年目となり終了までの半年間は、放送開始時間が1時間遅くなり18時からの30分間放送となった。
- 1988年10月9日～1989年10月8日…毎週日曜日17:00-17:50 <50分間>（※初回は17:00-17:30までの30分間。）
- 1989年10月22日～1990年4月8日…毎週日曜日18:00-18:30 <30分間>

## 補足
- 伊藤は1989年11月から1991年4月まで樫元と共にアニラジ番組「アニメランド」MCを担当したが、ゲームランドではそれより半年ほど早くコンビを組んでいる。（伊藤が「アニメランド」MCとなった当初、樫元がアニメランドのリスナーに向けて”ゲームランドを一緒にやっている”旨の紹介を行ったことがある。）両者共に、1989年末～90年前半にかけての約半年間はゲームランドとアニメランドの2番組を掛け持ちしていた。（※さらに遡ると、1988年4月にスタートしたMRTラジオ昼のワイド帯番組「RADIO CUBE 936」<ラジオキューブ936、月曜～金曜放送>においても、樫元・伊藤のコンビで月曜日を担当していた。）
- ゲームランド放送当時、樫元は複数の担当番組を抱えており、次第に多忙となっていったため、ゲーム好きを公言していた石川小百合を後任にすえたと思われる。例えば1989年初頭、樫元はラジオのレギュラーとして「ラジオキューブ」（月曜）、「アニメランド」（火曜）、「くらしのレーダー」（土曜）、「わくわくゲームランド」（日曜）があり、テレビでは情報番組「おくさま9:30」（水・木・金曜）の司会を務めており、それらはいずれも生放送であった。
- 樫元は1989年11月から1990年6月までラジオ「MRT歌謡曲ベスト20」で石川と共にMCを担当しており、その期間に「ゲームクラブ」移行への引き継ぎがなされたのではないかとみられる。
- 後継番組である「ゲームクラブ」が1990年4月15日に放送を開始したのち、同年6月17日より「MRT歌謡曲ベスト20」のMCは樫元・石川の2人から川野武文・石川の2人にチェンジした。石川は1990年4月～9月にかけて、毎週日曜日は「MRT歌謡曲ベスト20」（12時30分～15時まで、川野と共に）、「ゲームクラブ」（17時～18時まで）と2番組を担当していた。
- 1990年4月に石川がタイトルも新たに引き継いだ「ゲームクラブ」は、「わくわくゲームランド」1年目と同様に日曜17時からの1時間枠で、9月末まで放送された。のち復活し、1992年4月より月曜深夜24時から30分間、約2年間放送された。